# Місляну
Місляну (рум. Misleanu) — село у повіті Яломіца в Румунії. Входить до складу комуни Перієць.
Село розташоване на відстані 89 км на схід від Бухареста, 12 км на захід від Слобозії, 121 км на захід від Констанци, 114 км на південний захід від Галаца.

## Населення
За даними перепису населення 2002 року у селі проживали 866 осіб, з них 862 особи (99,5%) румунів. Усі жителі села рідною мовою назвали румунську.